# Euconocephalus mucro
Euconocephalus mucro är en insektsart som först beskrevs av Wilhem de Haan 1842.  Euconocephalus mucro ingår i släktet Euconocephalus och familjen vårtbitare. Inga underarter finns listade i Catalogue of Life.